# Mondoleh Island
Mondoleh Island är en ö i Kamerun.   Den ligger i regionen Sydvästra regionen, i den sydvästra delen av landet, 260 km väster om huvudstaden Yaoundé. Arean är 0,44 kvadratkilometer.
Terrängen på Mondoleh Island är platt. Öns högsta punkt är 100 meter över havet. Den sträcker sig 1,1 kilometer i nord-sydlig riktning, och 0,6 kilometer i öst-västlig riktning.  I omgivningarna runt Mondoleh Island växer i huvudsak städsegrön lövskog.